# Love and Trout
Love and Trout è un cortometraggio muto del 1916 diretto da John S. Robertson. Girato per la Vitagraph, è l'esordio nella regia per il regista canadese; la sceneggiatura è firmata da Josephine Lovett, moglie di Robertson, una sceneggiatrice che, in seguito, sarebbe stata candidata anche agli Oscar.

## Produzione
Il film fu prodotto dalla Vitagraph Company of America

## Distribuzione
Il film della lunghezza di un rullo (300 metri a 35 mm), uscì nelle sale statunitensi il 1º settembre 1916, distribuito dalla General Film Company.